# پیتر هونس
پیتر هونس (انگلیسی: Peter Honess؛ زادهٔ ۸ اوت ۱۹۴۶) تدوین‌گر اهل بریتانیا است.
وی در سال ۱۹۹۷ برنده جایزه بفتا بهترین تدوین شده است.

## فیلم‌شناسی
| سال  | فیلم                               | کارگردان          | توضیحات |
| ---- | ---------------------------------- | ----------------- | --- |
| ۱۹۷۳ | Hell Up in Harlem                  | لری کوئن          | Co-edited with Franco Guerri |
| ۱۹۷۴ | It's Alive                         | لری کوئن          | |
| ۱۹۷۹ | Yesterday's Hero                   | Neil Leifer       | دستیار تدوین‌گر |
| ۱۹۸۰ | سگ‌های جنگ                          | جان اروین         | دستیار تدوین‌گر |
| ۱۹۸۱ | رگتایم                             | میلوش فورمن       | دستیار تدوین‌گر |
| ۱۹۸۳ | گرسنگی                             | تونی اسکات        | دستیار تدوین‌گر |
| ۱۹۸۴ | Champions                          | John Irvin        | |
| ۱۹۸۴ | Memed, My Hawk                     | پیتر اوستینوف     | |
| ۱۹۸۴ | Electric Dreams                    | استیو بارون       | |
| ۱۹۸۵ | Plenty                             | فرد شپیسی         | |
| ۱۹۸۶ | کوه‌نشین                            | راسل مالکهی       | |
| ۱۹۸۷ | The Believers                      | جان شلزینجر       | |
| ۱۹۸۸ | مادام سوشاتسکا                     | جان شلزینجر       | |
| ۱۹۸۹ | نزدیک‌ترین خویشاوند                 | John Irvin        | |
| ۱۹۹۰ | The Russia House                   | Fred Schepisi     | |
| ۱۹۹۱ | کمانه                              | راسل مالکهی       | |
| ۱۹۹۲ | Mr. Baseball                       | Fred Schepisi     | |
| ۱۹۹۳ | مک‌کوی واقعی                        | Russell Mulcahy   | |
| ۱۹۹۳ | شش درجه جدایی                      | Fred Schepisi     | |
| ۱۹۹۴ | سایه                               | Russell Mulcahy   | Co-edited with Beth Jochem Besterveld |
| ۱۹۹۵ | راب روی                            | مایکل کاتن-جونز   | |
| ۱۹۹۶ | چشم در برابر چشم                   | John Schlesinger  | |
| ۱۹۹۷ | محرمانه لس آنجلس                   | کرتیس هنسن        | BAFTA Award for Best Editing نامزد — جایزه اسکار بهترین تدوین نامزد — ACE Eddie for Best Edited Feature Film نامزد — Satellite Award for Best Film Editing |
| ۱۹۹۸ | طلوع مرکوری                        | هارولد بکر        | |
| ۲۰۰۰ | The Next Best Thing                | John Schlesinger  | |
| ۲۰۰۰ | بچه                                | جان ترتل‌تاب       | Co-edited with David Rennie |
| ۲۰۰۱ | سریع و خشمگین                      | راب کوهن          | |
| ۲۰۰۱ | اختلاف داخلی                       | Harold Becker     | |
| ۲۰۰۲ | هری پاتر و تالار اسرار             | کریس کلمبوس       | |
| ۲۰۰۴ | تروآ                               | ولفگانگ پترسن     | |
| ۲۰۰۵ | ایان فلاکس                         | Karyn Kusama      | Co-edited with Plummy Tucker |
| ۲۰۰۶ | پوزئیدون                           | Wolfgang Petersen | |
| ۲۰۰۷ | قطب‌نمای طلایی                      | کریس وایتز        | Co-edited به‌همراه آن وی. کوتس و کوین تنت |
| ۲۰۰۹ | عاشقتم، بث کوپر                    | Chris Columbus    | |
| ۲۰۱۰ | پرسی جکسون و المپ‌نشینان: دزد صاعقه | Chris Columbus    | |
| ۲۰۱۳ | Words and Pictures                 | Fred Schepisi     | |
| ۲۰۱۳ | رومئو و ژولیت                      | Carlo Carlei      | |